# Потоцкий, Юзеф
Ю́зеф Пото́цкий (пол. Józef Potocki; 1673 — 19 мая 1751) — военный и политический деятель Речи Посполитой, представитель польского дворянского рода Потоцких, каштелян краковский и гетман великий коронный, в 1702—1744 годах был киевским воеводой.
В другом источнике указан как Иосиф Потоцкий, внук Станислава (Ревера) Потоцкого, и от Иосифа идёт «гетманская» линия Потоцких («серебряная» Пилава).

## Биография
Юзеф Потоцкий известен как один из богатейших магнатов своего времени. Его отец Анджей был польным гетманом коронным. Центром владений этой ветви рода был населённый пункт Немиров, где в 1737 году Юзеф организовал дипломатический конгресс.
Более 40 лет (1702—1744) был киевским воеводой, генеральным региментаром войска коронного с 1733 года, гетман великий коронный с 1735 года, воевода познанский с 1743 года, каштелян краковский с 1748 и староста галицкий, варшавский, лежайский, коломыйский, червоногородский, снятинский и болемовский.
В 1703 году воевода киевский Юзеф Потоцкий подавил казацко-крестьянское восстание (бунт) под руководством хвастовского полковника Семёна Палия на Правобережной Украине. Был сторонником польского короля Августа Сильного, но в 1705 году он стал поддерживать короля Станислава Лещинского. Во время войны Августа II с Карлом XII шведским стоял во главе партии «нейтральных».
Юзеф Потоцкий потерпел поражение в битве под Конецполем в 1708 году. С 1709 года после Полтавской битвы он жил в изгнании в Венгрии и Турции.
В 1714 году он вернулся в Польшу и вместе с Теодором Потоцким стал лидером оппозиции к партии магнатов Чарторыйских, которая носила название «Фамилия».
Позже поддерживал Лещинского и вел партизанскую войну с русско-саксонскими войсками Августа III, и наконец, признал последнего, хотя и не одобрял его политики, также намеревался устроить конфедерацию и союз с турками, а потом, в 1741 году, со шведами против России, но потерпел неудачу.
По приказу гетмана Юзефа Потоцкого разрубленное на 12 частей тело руководителя повстанческого движения карпатских опришков О. В. Довбуша было выставлено для устрашения в нескольких городах и селениях Закарпатья.
Похоронен в Коллегиальной церкви Пресвятой Девы Марии, Ивано-Франковск

## Труд
- анонимный (его) памфлет: «Причины, побуждающие государство участвовать в перевороте и восстании. Ничья со шведами» («Causae, quae moveant Rempublicam ad ineundam coufederationem et ineundam. colligationem cum Suecis»)[1].

## Семья
Юзеф Потоцкий был дважды женат. Его первой женой была Виктория Лещинская (ум. 1732), дочь воеводы подляшского Вацлава Лещинского (ум. 1688) и Софии Кристины Опалинской (1643—1699), от брака с которой имел сына и дочь. В 1732 году вторично женился на Людвике Мнишек (1712—1785), от брака с которой детей не имел.
Дети:
- Станислав Потоцкий (1698—1760), воевода смоленский, киевский и познанский
- Софья Потоцкая, 1-й муж староста гнезненский Адам Смигельский, 2-й муж каштелян подляшский Доминик Петр Коссаковский.